# تاريخ التعليم في الولايات المتحدة الأمريكية

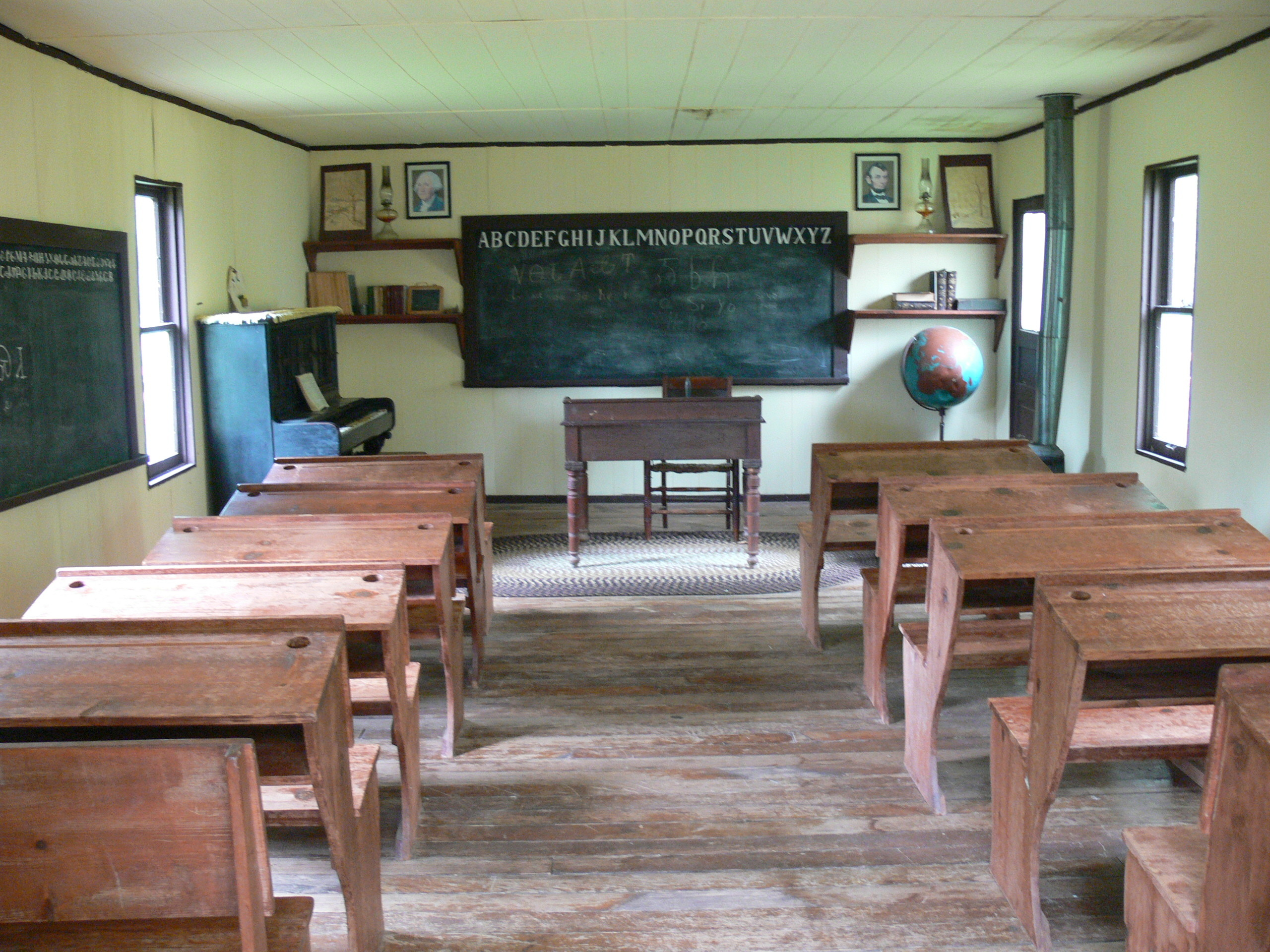

يغطي تاريخ التعليم في الولايات المتحدة أو _مؤسسات التعليم_ اتجاهات في الفلسفة التربوية والسياسة والمؤسسات فضلا عن التعليم الرسمي والغير رسمي في أمريكا من القرن السابع عشر إلى يومنا هذا.

## الحقبة الاستعمارية
التعليم في المستعمرات الثلاثة عشر

## إنجلترا الجديدة
فتحت المدارس الأمريكية الأولى في المستعمرات الثلاث عشرة الأصلية في القرن السابع عشر. فتأسست مدرسة بوسطن اللاتينية في عام 1635 كما تم تأسيس أول وأقدم مدرسة حكومية في الولايات المتحدة. وأول مدرسة حكومية دعمتها الضرائب في ديدهام، ماساتشوستس حيث كان القس رالف ويلوك مسؤول عنها. ويؤكد كريماين (1970) أن المستعمرين حاولوا في بداية الأمرالتعليم وفقا للأساليب الإنجليزية التقليدية للأسرة والكنيسة والمجتمع والتدريب المهني بالاتفاق مع المدارس، وأصبح كريماين في وقت لاحق وكيل رئيسي في «التنشئة الاجتماعية». في البداية كانت تدرس أساسيات القراءة والكتابة والحساب للأسرة على افتراض حصول الوالدين على هذه المهارات. وكانت معدلات معرفة القراءة والكتابة أعلى من ذلك بكثير في إنجلترا الجديدة وأقل من ذلك بكثير في الجنوب. ومع حلول منتصف القرن التاسع عشرتوسع دور المدارس إلى حد أن العديد من المهام التعليمية التقليدية أصبح من مسؤولية المدارس.
احتاجت جميع المستعمرات الإنجليزية المدن لإنشاء المدارس حيث أن العديد فعل ذلك. ففي عام 1642 جعلت مستعمرة خليج ماساتشوستس التعليم إلزاميا واتبعت خطاها مستعمرات إنجليزية أخرى. كما أن مستعمرات أخرى اعتمدت قوانين مشابهة في عام 1640و1650, فكانت جميع المدارس من الذكور مع وجود تسهيلات بسيطة للفتيات. وفي القرن الثامن عشر ظهرت «المدارس المشتركة» حيث كان الطلاب من جميع الأعماريتلقون التعليم من مدرس واحد وفي غرفة واحدة.وعلى الرغم من أن هذه المدارس تم توفيرها للعامة على المستوى المحلي (المدينة) ولكنها لم تكن بالمجان بل كان هناك رسوم دراسية.
فتحت المدن الكبرى في إنجلترا المدارس النحوية، رائد المدرسة الثانوية الحديثة. كانت مدرسة بوسطن اللاتينية هي الأكثر شهرة والتي لا تزال تعمل كمدرسة ثانوية حكومية، كما أن مدرسة هوبكنز في نيو هيفن، كونيتيكت تعد شبيهة لمدرسة بوسطن. وبحلول عام 1780تم استبدال معظم المدارس بالأكاديميات الخاصة. وفي أوائل القرن التاسع عشر شغلت إنجلترا شبكة من نخبة المدارس الخاصة الراقية والتي تسمى الآن «المدارس الإعدادية،» تمثلها أكاديمية فيليبس اندوفر (1778) بالإضافة إلى أكاديمية اكستر فيليبس (1781) وأكاديمية ديرفيلد (1797). وأصبحوا الداعمين الرئيسيين لكليات رابطة اللبلاب في منتصف القرن التاسع عشر كما أصبحوا في عام 1970 مدارس مختلطة، وبقيت مدارس مرموقة للغاية في القرن ال21.

## الجنوب
أنشئت بعض المدارس الأساسية في اوائل الفترة الاستعمارية في الجنوب العلوي حيث تركزت على تشيسابيك. وفي أواخر القرن السابع عشروفي ولاية ماريلاند أسس اليسوعيون بعض المدارس. بشكل عام كانت الطبقة الكادحة (الفلاحين) تستأجرمعلمين خاصين لتعليم أطفالهم أوارسالهم إلى المدارس الخاصة. وكان بعضهم يرسلون أبنائهم إلى إنجلترا للتعليم خلال السنوات الاستعمارية.
في مارس عام 1620أبحر جورج ثورب (المستعمر الفرجيني) من بريستول إلى ولاية فرجينيا. بعد ذلك أصبح النائب المسؤول عن 10000 دونم (4000 هكتار) من الأراضي من أجل بناء الجامعات والمدارس الهندية. انتهت خطط بناء مدارس للأمريكيين الأصليين عندما قتل جورج ثورب في مذبحة الهندي في عام 1622. وفي ولاية فرجينيا قدم الرعية المحليين الدراسة البدائية للفقراء والمساكين حيث ان معظم الآباء والأمهات كان يدرسون اولادهم إما باحضار مدرسين خصوصيين متجولين أو بارسالهم إلى المدارس الخاصة المحلية الصغيرة.
كان يقدم التعليم في عمق الجنوب (جورجيا وكارولاينا الجنوبية) من خلال المدرسين الخصوصيين وخليط من المشاريع الممولة من القطاع العام. وفي عام 1770 في مستعمرة جورجيا كان هناك مدارس نحوية لا يقل عددها عن عشرة، ويدرسها العديد من الوزراء. في بيثيسدا _بيت اليتامى_ علموا الأطفال، حيث أعلن العشرات من المعلمين الخصوصيين استعدادهم لتقديم خدماتهم في الصحف.تشيرتوقيعات دراسة المرأة إلى وجود نسبة عالية من محو الأمية في المناطق التي توجد فيها مدارس. تم الإعلان في الجرائد عن عشرات المشاريع المدرسية في ولاية كارولينا الجنوبية بداية عام 1732. وعلى الرغم من أنه من الصعب معرفة كيف أثمرت العديد من اعلانات المدارس الناجحة، إلا أن العديد من المشاريع استمرت والتي تم الإعلان عنها مرارا وتكرارا على مدى سنوات.
مولت ولايتي جورجيا وكارولينا الجنوبية الجامعات الحكومية بعد الثورة الأميركية. أصبحت الأكاديميات الحكومية في جورجيا أكثر شيوعا، وبعد عام 1811 فتحت ولاية كارولينا الجنوبية «المدارس المشتركة» للقراءة والكتابة والحساب بالمجان. أنشأت الولايات الجنوبية أنظمة المدارس العامة في ظل حكومات ثنائية العرق. كانت هناك مدارس عامة للأشخاص ذو البشرة السوداء، ولكن كان هناك مشرعين للفصل بين الجنسين حيث أن الأشخاص ذو البشرة البيضاء عانوا من نقص في التمويل باستمرار مدارس السود. أصبحت المدارس الثانوية متاحة للبيض (ولبعض السود) في المدن بعد عام 1900.

## النساء والفتيات
المدرسة التي كانت تعمل باستمرار من اجل تعليم الفتيات في الولايات المتحدة هي أكاديمية ارسلاين في نيو اورليانز، وقد تأسست في عام 1727 على يد راهبات سانت أورسولا. إذ تخرج من هذه الأكاديمية أول صيدلانية وأول امرأة ساهمت في كتاب الجدارة الأدبية كما أنها احتوت على أول دير بالإضافة إلى انها تعتبرأول مدرسة مجانية ومركزايواء للسيدات وللإماء ذوات الطبقة الأولى من الأصول الأمريكية الإفريقية، والنساء الخاليين من اللون والامريكيين الاصليين (الهنود الحمر). قدمت أكاديمية اورسلاين في المنطقة أول مركز للرعاية الاجتماعية في وادي المسيسيبي، أول مدرسة داخلية في لويزيانا وأول مدرسة للموسيقى في نيو اورليانز. بدأ التحاق الفتيات بالمدارس المدعومة بالضرائب في وقت مبكر من عام 1767 في إنجلترا الجديدة اذ أنه كان اختياري وبعض المدن كانت مترددة بهذا الشأن. نورثامبتون في ولاية ماساتشوستس، على سبيل المثال، تبنت مثل هذه الجامعات في وقت متأخر لأن كثير من الأسر الغنية كانوا يهيمنون على البنى السياسية والاجتماعية، ولا يريدون دفع الضرائب لمساعدة الأسر الفقيرة. حددت نورثامبتون الضرائب على جميع الأسر وليس على تلك العوائل التي لديها أطفال فقط، إذ أنها تستخدم هذه الأموال لدعم المدارس الثانوية لتحضير الأولاد للتسجيل في الكلية، وحتى بعد عام 1800 نورثامبتون لم يتم تعليم الفتيات بالمال. في المقابل كانت بلدة ساتون، ماساشوستس متنوعة من حيث القيادة الاجتماعية والدين في مرحلة مبكرة في تاريخها. كما ان هذه البلدة دفعت الضرائب للأسر التي لديها أطفال فقط، وبالتالي خلقت دائرة انتخابية نشطة لصالح التعليم العام للبنين والبنات.
ويشير المؤرخون إلى أن القراءة والكتابة في الحقبة الاستعمارية كانت من المهارات المختلفة. في أماكن غير المدارس، علمت مهارة الكتابة للأولاد ولعدد قليل من الفتيات المتميزات. لأن الرجال يتعاملون مع الشؤون الدنيوية فيحتاجواإلى كل من مهارتي القراءة والكتابة لكن الفتيات يحتجن فقط إلى مهارة القراءة (وخاصة القراءة في المواد الدينية). هذا التفاوت التعليمي بين القراءة والكتابة يفسر السبب في أن النساء في الحقبة الاستعمارية كن قادرات في كثير من الأحيان أن يقرأن، ولكن لم يكن يستطعن الكتابة ولا حتى أن يوقعن أسمائهن، إذ كن يستخدمن علامة (X), وهناك أدلة قليلة تدل على ان النساء كانوا يدرسون خلال الحكم الإسباني. وعلى الرغم من أن النساء كن يعلمن بعضهم البعض داخل الاديرة الدينية، الا أنهن كن يتلقين أيضا التعليمات من الكهنة.
تبع تعليم النساء النخبة في فيلادلفيا بعد عام 1740 النموذج البريطاني الذي طوره طبقة النبلاء خلال أوائل القرن الثامن عشر. بدلا من أن يركز هذا النموذج على الجوانب الجيدة لدور المرأة، فإنه شجع النساء على الانخراط في التعليم، ونهل الفنون والعلوم للتأكيد على امتلاكهم مهارات تفكير خاصة بهم. كان التعليم قادرا على مساعدة النساء من حيث تأمين ومنحهن الصفات التي تحمل مسمى«التوابع» والتي لا يمكن تقليدها بسهولة. درس الأبوي (عام 2004) الكتابات البريطانية والأمريكية التي أثرت على فيلادلفيا خلال عامي 1740-1770والطرق التي نفذتها وأظهرتها المرأة الفيلادلفية في دراساتهن.

## العصر الاتحادي
بعد الثورة أصبح التركيزكله على التعليم ولا سيما في الولايات الشمالية التي بدورها أنشئت بسرعة المدارس العامة. وبحلول عام 1870 أصبح في كل الدول مدارس ابتدائية مجانية. وفي ذلك الوقت كان سكان الولايات المتحدة من أكثر الناس معرفة للقراءة والكتابة. كما ازدهرت الأكاديميات الخاصة في المدن وفي جميع أنحاء البلاد، ولكن لم يكن في المناطق الريفية (حيث يعيش معظم الناس) الاعدد قليل من المدارس قبل 1880.
في عام 1821 بدأت بوسطن بانشاء أول مدرسة ثانوية حكومية في الولايات المتحدة. وبحلول نهاية القرن التاسع عشر بدأت المدارس الثانوية العامة بالتفوق على المدارس الخاصة.
على مر السنين تأثرالأميركيين بعدد من الإصلاحيين الأوروبيين ومن بينهم بيستالوزي وهربرت ومونتيسوري.

## الحضور
بقي نظام المدارس غير منظم ومقتصرا على المدارس الخاصة حتى 1840. وكانت المدارس العامة تحت السيطرة المحلية مع عدم وجود دور اتحادي، ولم يكن للدولة دور في هذا الشأن. وأشار تعداد 1840 أن 3680000من الأطفال الذين تتراوح أعمارهم بين خمسة وخمسة عشرالتحق حوالي 55٪ منهم بالمدارس الابتدائية والمعاهد. ابتداء من أواخر عام1830 تم إنشاء أكاديميات خاصة للفتيات للتعليم في المدارس الابتدائية وخاصة في الولايات الشمالية.قدمت بعض من هذه المدارس والمعاهد الفتيات التعليم التقليدي كما هو حال التعليم لدى الاولاد.
وتظهر بيانات خاصة بعقود الأطفال المهاجرين الالمان في ولاية بنسلفانيا من عام 1771- إلى عام 1817 إلى أن عدد الأطفال الذين يتلقون التعليم ارتفع من 33.3٪ في 1771-1773 إلى 69٪ في 1787-1804. بالإضافة إلى ذلك أظهرت البيانات نفسها أن نسبة التعليم في المدارس مقابل التعليم المنزلي ارتفعت من 0.25 في 1771-1773 إلى 1.68 في 1787-1804. في حين تمكن بعض الأمريكيين من الأصول الأفريقية الالتحاق بمعاهد محو الأمية، منعت الولايات الجنوبية استرقاق العبيد.

## المعلمين في أوائل عام 1800
لم يكن ينظر إلى تعليم الطلاب الصغار على أنه الهدف النهائي للمثقفين. أصبح البالغين هم المعلمين دون حصولهم على أي مهارة معينة في التدريس باستثناء الموضوع الذي يتم تدريسه. تم ترك التحقق من أوراق الاعتماد إلى مجلس إدارة المدرسة المحلية الذين بدورهم اهتموا أساسا في الاستخدام الفعال للضرائب. بدأ هذا التغيير مع بداية افتتاح المدارس العادية لمدة عامين بدءا من عام 1823. وبحلول نهاية القرن التاسع عشرتم تدريب معظم معلمي المدارس الابتدائية على اتباع هذه الموضة الدارجه (ألا وهي موضة الضرائب).

## مدرسة الفصل الواحد
كانت معظم المدارس تدرس طلابها في مدرسة ذات غرفة واحدة من خلال تعليم الطلاب من مختلف الأعمار والقدرات معا باستخدام نظام المراقبة الذي يعتبر طريقة تعليمية شاعت في نطاق عالمي خلال أوائل القرن التاسع عشر. ويعرف هذا الأسلوب أيضا باسم «التعليم المتبادل» أو «طريقة بيل لانكستر» بعد المرشدين البريطانيين الدكتور أندرو بيل وجوزيف لانكستر الذين طوروا هذه الطريقة خلال عام 1798. تعتمد هذه الطريقة على التلاميذ حيث يتم استخدامهم ك «مساعدين» للمعلم، بحيث ينقلوا المعلومات التي يتعلموها من المدرس إلى الطلاب الآخرين.

## إصلاحات مان
أصبح في ولاية ماساشوستس وزيرا للتعليم في عام 1837، وعملت هوراس مان (1796-1859) على إنشاء نظام يشتمل على معلمين مهنيين على مستوى الولاية بحيث يحذو حذو النموذج البروسي من «المدارس المشتركة» الذي يشير إلى أن كل شخص له الاحقية في نهل نفس محتوى التعليم. كما ركزت جهود مان المقام الأول على التعليم الابتدائي وفي إعداد المعلمين. وسرعان ما اكتسبت حركة المدارس المشتركة قوتها في الشمال. تبنت ولاية كونيتيكت نظام مماثل لنظام المدارس المشتركة في عام 1849, كما أن ولاية ماساتشوستس طبقت قانون الحضور الإلزامي في عام 1852. واجتذب أسلوب هذا النظام الصليبي دعما كبيرا من الطبقة المتوسطة. يؤكد المؤرخ ايلوود بي. كابريلي:
لم يفعل أي شخص أكثرمما فعل حيث كان يسعى لتفهيم أذهان الشعب الأمريكي أن مفهوم التعليم يجب أن يكون شاملاوغير طائفي وبالمجان وأن أهدافه يجب أن تكون ذو كفاءة اجتماعية وفضيلة مدنية وذوطابع، أكثر من كونه مجرد تعلم أو النهوض بالغايات الطائفية.
تعلم مان واحد من أهم الاساليب في بروسيا حيث قدمه للمرة الأولى في ولاية ماساشوستس في عام 1848 ألا وهو الدرجات العمرية- يتم تحديد الطلاب حسب العمر بغض النظر عن الاختلاف في قدراتهم ويتلقون التعليم جنبا إلى جنب في المحاضرة التي تتبع أسلوب الجامعات الأوروبية وهذا الاسلوب الأوروبي يتعامل مع الطلاب على أنهم متلقين سلبيين للتعليم أكثر من كونهم مشاركين نشطين. كانت المدارس سابقا في كثير من الأحيان تحتوي على مجموعة واحدة من الطلبة الذين تتراوح أعمارهم بين 6 سنوات و 14 سنة. مع إدخال الدرجات العمرية اختفت الفصول الدراسية متعددة الدرجات العمرية. تطوربعض الطلاب وأكملوا جميع الدورات الموجودة في المدرسة الثانوية، وهذا كان يعتبر«تخرجا» بالاضافه إلى منحهم شهادة الإنجاز. وتم ذلك كله في حفل تقليد طقوس كلية التخرج.
بحجة أن التعليم العام هو أفضل وسيلة لتحويل الأطفال الجامحين في البلاد إلى منضبطين _ المواطنين الجمهوريين المتعقلين_ تمت الموافقة لمان على بناء مدارس عامة ودعم المجددين مان وخاصة من زملائه اليمينيين. وفي واقع الامر تبنت معظم الدول إصدار نظام واحد أو آخر الذي أنشأه مان في ولاية ماساتشوستس، وخاصة برنامج «المدارس العادية» لتدريب المعلمين المهنيين.
كان التعليم المجاني متاح في بعض الصفوف الابتدائية. حيث تمكن خريجي هذه المدارس من القراءة والكتابة ولكن ليس بالقدرالكافي من الدقة. ماري تشيسنت، هي كاتبة يوميات جنوبية وتسخرمن النظام الشمالي المجاني للتعليم حيث كانت في مجلتها في 3 يونيو 1862 من الكلمات التي فيها اخطاء املائية الخاصة بجنود الاتحاد.

## التعليم الإلزامي
بحلول عام 1900، كانت 34 ولاية تتبع قوانين التعليم الإلزامي، حيث كان 4 منها في الجنوب. تتطلب 30 ولاية التي تتبع قوانين التعليم الإلزامي حضور الطلاب من سن الرابع عشر (أو أكبر). ونتيجة لذلك، قبل عام 1910، حضر 72 % من الأطفال الأميركيين للمدرسة، وحضر نصف أطفال البلاد المدارسذو الغرفة الواحدة. وفي عام 1918، طلبت كل الدول من الطلاب لإكمال المدرسة الابتدائية.

## تلخيص بحوث بيرك وهول وكاتز أنه في القرن التاسع عشر
1-ساعدت العديد من الكليات الصغيرة في البلاد الشباب على الانتقال من المزارع الريفية إلى المهن الحضرية المعقدة.
2- قدم وزراء المدن هذه الكليات وخاصة إعداد تعزيز ترقي المحضر، وبالتالي في جميع أنحاء البلاد مع مجموعة أساسية من قادة المجتمع المحلي.
3-أصبحت الكليات النخبة حصرية على نحو متزايدة وساهمت نسبيا إلى الحراك الاجتماعي الصاعد من خلال التركيز على ذرية من العائلات الثرية والوزراء وعدد قليل من الآخرين والكليات الشرقية النخبة خصوصا في جامعة هارفارد لعبت دورا هاما في تشكيل النخبة الشمالية الشرقية مع قوة عظمى.